# John Hicks
John Richard Hicks (Warwick, 8 de abril de 1904-20 de mayo de 1989) fue un economista inglés.
Fue uno de los economistas más influyentes del siglo XX. Recibió el Premio del Banco de Suecia en Ciencias Económicas en memoria de Alfred Nobel en 1972. Hicks es uno de los principales contribuidores de la síntesis neoclásica.

## Biografía
Estudió en el Colegio Clifton y en el Colegio Balliol, y fue profesor en Mánchester (1938-46) y en Oxford (1946-52). Más tarde fue lector en el London School of Economics, donde conoce a Friedrich Hayek. Recibe el Premio en Ciencias Económicas en memoria de Alfred Nobel en 1972, juntamente a Kenneth Arrow por sus estudios pioneros sobre el equilibrio general de la economía.
Situado en la óptica de la escuela neoclásica, reelabora la exposición del equilibrio general de Léon Walras y expresa las condiciones teóricas necesarias para mantenerlo estable, que resultan, pero, muy ayudadas del comportamiento real del mercado. En la obra Value and Capital (1939), se recogen las principales aportaciones teóricas, basadas en las de John Maynard Keynes.

## Aportes a la teoría económica
Su obra principal es "Value and Capital" publicada en 1939. En microeconomía construye sobre la teoría de la utilidad ordinal y distingue entre el efecto sustitución y el efecto renta para un individuo, en la teoría de la demanda, para el caso de dos bienes alternativos. Generalizó el análisis al caso de un bien y el resto de los bienes. También desarrolló el famoso criterio de "compensación" llamado Kaldor-Hicks, la eficiencia para las comparaciones del bienestar de las políticas públicas o estados económicos (ver Economía del bienestar). Desarrolla la Demanda Hicksiana o compensada definida como una combinación mínima de cantidades (x,y) que logra alcanzar un nivel establecido de utilidad U al nivel de precios P.
Su contribución más importante a la macroeconomía es el modelo de Hicks-Hansen IS-LM, que formalizó la teoría de Keynes (véase Keynesianismo). El modelo describe a la economía como un equilibrio entre tres mercados: el de dinero, el de bienes y el de bonos. Antes de morir, Hicks criticó su propio modelo en un artículo publicado en el año 1980, afirmando que había omitido algunos componentes cruciales de las discusiones de Keynes, especialmente las relacionadas con la incertidumbre. Hicks utiliza durante su vida profesional modelos keynesianos y modelos matemáticos de Ragnar Frisch y Michal Kalecki.

## Modelos y trabajos
Hicks analiza las inversiones con progreso tecnológico y distingue entre inversión autónoma, aquella que no depende de la producción e inversión inducida, relacionada con la producción. La previsión económica, según Hicks, permite que la inversión se realice en el momento más adecuado del ciclo económico, estabilizando la economía. Señala que si la inversión autónoma crece demasiado, la inducida tenderá a ser irregular y poco organizada. Los modelos de Hicks hacen uso de las ecuaciones diferenciales al tomar períodos de tiempo no continuos, método de diferencias finitas y variables de estadística matemática. Considera que pueden encontrarse unas condiciones establecidas que nos llevan a una convergencia hacia el equilibrio. En 1973, Hicks reconoce la invalidez del modelo macroeconómico neoclásico que él construyó. En modelos de economía abierta intenta maximizar la renta nacional fomentando la capacidad de un sector predefinido. 
Para ello, utiliza funciones y Ley de Engel, precios fijos, coeficientes de Leontieff o coeficientes técnicos del método input-output, retardos en el período de producción, tasas de ahorro y propensiones marginales al consumo. Estos trabajos dieron lugar al modelo keynesiano del ciclo económico conocido como Samuelson-Hicks basados en el modelo Harrod-Domar de crecimiento y al modelo IS-LM o de Hicks-Hansen.

## Obras
- Theory of Wages (1932)
- Value and Capital (1939)
- Taxation and War Wealth (1941)
- The Social Framework: An introduction to economics (1942)
- The Problem of Budgetary Reform (1949)
- Contribution to the Theory of the Trade Cycle (1950)
- A Revision of Demand Theory (1956)
- Capital and Growth (1965)
- A Theory of Economic History (1969)
- Capital and Time (1973)
- The Crisis in Keynesian Economics (1974)
- Economic Perspectives (1977)
- Casuality in Economics (1979)
- Collected Essays in Economic Theory (3 vols, 1981-83).
- A Market Theory of Money (1989)